# نادي كلادنو
نادي كلادنو (بالتشيكية: SK Kladno)‏ هو نادي كرة قدم تشيكي تأسس في 1903 ، يقع مقره الرئيسي في كلادنو، ويلعب في Bohemian Football League ‏.

## وصلات خارجية
- الموقع الرسمي